# Pieni Liikaansaari
Pieni Liikaansaari är en ö i Finland. Den ligger i sjön Pihlajavesi och i kommunen Nyslott i  landskapet Södra Savolax, i den sydöstra delen av landet, 260 km nordost om huvudstaden Helsingfors. Öns area är 0,7 hektar och dess största längd är 220 meter i öst-västlig riktning.